# Departament de Capital (Misiones)
El Departament de la Capital es troba a l'extrem sud-oest de la província de Misiones, Argentina.
Limita amb els departaments de Candelaria, Leandro N. Alem i Apóstoles, així com la província de Corrientes i la República del Paraguai, separades pel Riu Paraná.
Té una superfície de 932 km², equivalent al 3,13% de la superfície total de la província. La seva població era de 324.756 habitants, segons el cens de 2010 (INDEC).

## Origen del nom
El departament s'anomena Capital des de l'any 1895, quan, per motius administratius, el Territori Nacional de Misiones es va dividir per decret en 14 departaments. Per raons d'infraestructura, ubicació i població, la ciutat de Posadas (cedida per Corrientes) es va convertir en la capital.